# Boxe aux Jeux méditerranéens de 2022 - Poids mi-lourds hommes
L'épreuve masculine de boxe des poids mi-lourds (-81 kg) des Jeux méditerranéens de 2022 de Oran se déroule au centre EMEC Expositions Palace Hall du 27 juin au 1er juillet 2022.

## Format de la compétition
Comme tous les événements des Jeux méditerranéens, la compétition de boxe consiste en un tournoi à élimination directe. Dans cette catégorie de poids mi-lourds, cet événement va regrouper 12 boxeurs qui sont qualifiés pour la compétition. un certain nombre de boxeurs (4 dans se cas précis) reçoivent un laissez-passer pour le tour préliminaire et se qualifient directement pour les quarts de finale. Les deux perdants des demi-finales obtiennent chacun une médaille de bronze, sans disputer de match pour la troisième place.
Tous les combats se composent de trois périodes de trois minutes où les boxeurs obtiennent des points pour chaque coup de poing porté à la tête ou sur le haut du corps de leur adversaire. Le boxeur avec le plus de points comptabilisés à la fin des périodes se qualifie. Si un boxeur se retrouve au sol et ne peut pas se lever avant que l'arbitre compte jusqu'à 10, le combat est terminé et l'adversaire est déclaré gagnant.

## Programme
Le programme présenté au 1er juin 2021 est :
|  | Tours préliminaires |  | Quart de finale |  | Demi-finale |  | Finale |

| Sports                               | Sports | Sports | Jour de compétition (juin / juillet) | Jour de compétition (juin / juillet) | Jour de compétition (juin / juillet) | Jour de compétition (juin / juillet) | Jour de compétition (juin / juillet) | Jour de compétition (juin / juillet) | Jour de compétition (juin / juillet) | Jour de compétition (juin / juillet) | Jour de compétition (juin / juillet) | Jour de compétition (juin / juillet) | Jour de compétition (juin / juillet) | Jour de compétition (juin / juillet) | Jour de compétition (juin / juillet) |
| Sports                               | Sports | Sports | 24                                   | 25                                   | 26                                   | 27                                   | 28                                   | 29                                   | 30                                   | 1                                    | 2                                    | 3                                    | 4                                    | 5                                    | 6                                    |
| ------------------------------------ | ------ | ------ | ------------------------------------ | ------------------------------------ | ------------------------------------ | ------------------------------------ | ------------------------------------ | ------------------------------------ | ------------------------------------ | ------------------------------------ | ------------------------------------ | ------------------------------------ | ------------------------------------ | ------------------------------------ | ------------------------------------ |
| Boxe                                 | Boxe   |        |                                      |                                      |                                      | 8e                                   | ¼                                    |                                      | ½                                    | F                                    |                                      |                                      |                                      |                                      |                                      |
|                                      |        |        | 24                                   | 25                                   | 26                                   | 27                                   | 28                                   | 29                                   | 30                                   | 1                                    | 2                                    | 3                                    | 4                                    | 5                                    | 6                                    |
| Jour de compétition (juin / juillet) |        |        |                                      |                                      |                                      |                                      |                                      |                                      |                                      |                                      |                                      |                                      |                                      |                                      |                                      |

## Horaires
Les temps sont donnés selon l'heure locale d’Algérie (UTC)
| Date                      | Temps         | Série               |
| ------------------------- | ------------- | ------------------- |
| Vendredi 27 juin 2022     | 19:28 - 20:10 | Huitièmes de finale |
| Mardi 28 juin 2022        | 18:06 - 18:57 | Quarts de finale    |
| Vendredi 30 juin 2022     | 20:56 - 21:06 | Demi-Finales        |
| Vendredi 1er juillet 2022 | 21:05         | Finale              |

## Médaillés
| Or                        | Argent         | Bronze                           |
| Vladimir Mironchikov (en) | Mohamed Houmri | Petar Marčić Gazimagomed Jalidov |

## Résultats

### Phase finale
|  | Demi-finales              | Demi-finales         |                 |   | Finale | Finale |
|  |                           |                      |                 |   |        |        |
|  |                           |                      |                 |   |        |        |
|  |                           |                      |                 |   |        |        |
|  | Mohamed Houmri            | 3                    |                 |   |        |        |
|  | Mohamed Houmri            | 3                    |                 |   |        |        |
|  | Petar Marčić              | 0                    |                 |   |        |        |
|  | Petar Marčić              | 0                    | Mohammed Houmri | 1 |        |        |
|  |                           |                      | Mohammed Houmri | 1 |        |        |
|  |                           | Vladimir Mironchikov | 2               |   |        |        |
|  | Vladimir Mironchikov (en) | Vladimir Mironchikov | 2               | 3 |        |        |
|  | Vladimir Mironchikov (en) |                      |                 | 3 |        |        |
|  | Gazimagomed Jalidov       | 0                    |                 |   |        |        |
|  | Gazimagomed Jalidov       | 0                    |                 |   |        |        |

### Premiers tours

#### Première partie
|  | Huitièmes de finale    | Huitièmes de finale    | Huitièmes de finale |  |  | Quarts de finale          | Quarts de finale          | Quarts de finale          |   |                           | Demi-finales              | Demi-finales   | Demi-finales |  |  | Finale | Finale | Finale |
|  |                        |                        |                     |  |  |                           |                           |                           |   |                           |                           |                |              |  |  |        |        |        |
|  |                        |                        |                     |  |  |                           |                           |                           |   |                           |                           |                |              |  |  |        |        |        |
|  |                        |                        |                     |  |  | Mohamed Houmri            | Mohamed Houmri            | 3                         |   |                           |                           |                |              |  |  |        |        |        |
|  | Mohamed Assaghir       | Mohamed Assaghir       | 3                   |  |  | Mohamed Assaghir          | Mohamed Assaghir          | 0                         |   |                           |                           |                |              |  |  |        |        |        |
|  | Cheikhmar Koné         | Cheikhmar Koné         | 0                   |  |  |                           |                           |                           |   | Mohamed Houmri            | Mohamed Houmri            | 3              |              |  |  |        |        |        |
|  | Damir Plantić          | Damir Plantić          | 0                   |  |  |                           | Petar Marčić              | Petar Marčić              | 0 |                           |                           |                |              |  |  |        |        |        |
|  | Abdelrahman Abdelgawad | Abdelrahman Abdelgawad | 3                   |  |  | Abdelrahman Abdelgawad    | Abdelrahman Abdelgawad    | 0                         |   |                           |                           |                |              |  |  |        |        |        |
|  |                        |                        |                     |  |  | Petar Marčić              | Petar Marčić              | 3                         |   |                           |                           |                |              |  |  |        |        |        |
|  |                        |                        |                     |  |  |                           |                           |                           |   |                           | Mohamed Houmri            | Mohamed Houmri | 1            |  |  |        |        |        |
|  |                        |                        |                     |  |  |                           | Vladimir Mironchikov (en) | Vladimir Mironchikov (en) | 2 |                           |                           |                |              |  |  |        |        |        |
|  |                        |                        |                     |  |  | Vladimir Mironchikov (en) | Vladimir Mironchikov (en) | 3                         |   |                           |                           |                |              |  |  |        |        |        |
|  | Abd Al Hameed Youssef  | Abd Al Hameed Youssef  |                     |  |  | Kaan Aykutsun             | Kaan Aykutsun             | 0                         |   |                           |                           |                |              |  |  |        |        |        |
|  | Kaan Aykutsun          | Kaan Aykutsun          | RSC-I               |  |  |                           |                           |                           |   | Vladimir Mironchikov (en) | Vladimir Mironchikov (en) | 3              |              |  |  |        |        |        |
|  | Alfred Commey          | Alfred Commey          | 1                   |  |  |                           | Gazimagomed Jalidov       | Gazimagomed Jalidov       | 0 |                           |                           |                |              |  |  |        |        |        |
|  | Gazimagomed Jalidov    | Gazimagomed Jalidov    | 2                   |  |  | Gazimagomed Jalidov       | Gazimagomed Jalidov       | RSC                       |   |                           |                           |                |              |  |  |        |        |        |
|  |                        |                        |                     |  |  | Ahmed Đananović           |                           |                           |   |                           |                           |                |              |  |  |        |        |        |
|  |                        |                        |                     |  |  |                           |                           |                           |   |                           |                           |                |              |  |  |        |        |        |